# Erasínos Potamós
Erasínos Potamós är ett vattendrag i Grekland. Det ligger i den södra delen av landet, 100 km sydväst om huvudstaden Aten.